# Тропическа буря Грейс (2009)
Тропическата буря Грейс (на английски: Tropical Storm Grace) е деветият по ред тропически циклон през сезона на атлантическите урагани през 2009 г., зародена в североизточната част на Атлантическия океан и седмият по ред циклон получил собствено име през 2009 г.
Възникнал на 4 октомври 2009 г. над Азорските острови субтропическият циклон бързо набира сила до нивото на тропическа буря по скалата на Сафир-Симпсън за класифициране на ураганите, достигайки максимална интензивност с показатели на постоянна скорост на вятъра от 100 км/ч и атмосферно налягане от 739,56 милиметра живачен стълб. Относително ниската температура на повърхността на океана пречи за развитието на конвективната система на циклона през целия му път на движение. В края на 5 октомври Националният ураганен център за прогнозиране на ураганите на САЩ обявява за началото на сливането на Тропическата буря Грейс с фронталната система, разположена в северозападната част на Атлантическия океан, в резултат на което силата на бурята започва да намалява и основната ѝ част се разсейва на 6 октомври 2009 г. над територията на Англия не причинявайки на практика никакви материални щети в района. На Азорските острови, в Ирландия и Великобритания са регистрирани валежи от 51 милиметра, съпроводени от тропически ветрове с щормова сила, които обаче причиняват незначителни материални щети.

## Метеорологична история
Тропическата буря „Грейс“ възниква на 27 септември в област на хладен фронт на голям субтропичен циклон, приблизително на 755 километра на изток от нос Рейс (провинция Нюфаундленд, Канада). Първоначално образувалият се циклон има формата на оклузивен фронт и в продължение на няколко дни придобива всички характеристики на тропически циклон. На 1 октомври близо до центъра на циклона се развива конвективно движение на въздушните маси в момент, когато циклона пресича централната част на Азорските острови. На следващия ден конвективните процеси утихват, поради което Националният ураганен център за прогнозиране на ураганите на САЩ прекратява мониторинга на циклона, приемайки че е навлязъл във фаза на пълно разтваряне. През следващите два дни циклонът мени посоката на своето движение, правейки пълен кръг срещу часовниковата стрелка в района на Азорските острови и във втората половина на деня на 4 октомври внезапно образува силна конвективна система, рязко преминавайки в категорията на тропическите бури по скалата на Сафир-Симпсън за класифициране на ураганите. Независимо от проявените характеристики на тропическа буря в района на острови Сан Мигел, Националният център за прогнозиране на ураганите на САЩ (NHC) в продължение на няколко часа не издава никакви предупреждения за наличие на буря.
Първата синоптична консултация за циклона излиза на 4 октомври в 11:00 по Атлантическо стандартно време, като в сводката бурята фигурира с името Грейс – седмо по ред име в списъка на сезона на атлантическите урагани през 2009 г.. В този момент Грейс има всички характеристики на тропическа буря, с добре оформен център на циркулация на въздушните маси (око на бурята). Независимо от недостатъчно топлата повърхност на водата по пътя на циклона, съхраняването на конвекционалната система на въздушните маси благоприятстват преместването на въздушните маси в ниската част на атмосферното образование. Сутринта на 5 октомври Тропическата буря Грейс се насочва на североизток, с постоянна скорост от 110 км/ч, като след детайлен анализ на метеорологичните данни, оценката за скоростта на вятъра е снижена до 100 км/ч.
„Грейс“ продължава да се движи близо до границата с големия субтропичен циклон, чието влияние намалява съществено интензивността на бурята. В края на 5 октомври конвективната система на Тропическата буря Грейс става асиметрична, навлизайки в област с относително хладни океански води с температура +18 градуса по Целзий, което не благоприятства неговото развитие. През целия ден на 5 октомври активността на бурята и дъждовността намаляват, но независимо от това Грейс запазва една от главнните характеристики на тропическа буря – дълбок център на циркуляцията на топлите въздушни маси – почти до началото на следващото денонощие. Сутринта на 6 октомври NHC издава последната метеорологична сводка за циклона, който по това време вече се обединява с широкия хладен фронт над североизточната част на Атлантическия океан. Непосредствено преди сливането в центъра на циклона атмосферното налягане достига 986 милибара (739 милиметра живачен стълб). Извънтропическите останки на Грейс се запазват още в продължение на 18 часа, след което окончателно се разсейват през утрото на 7 октомври над акваторията на Келтско море.

## Въздействие на бурята и нейните характеристики
След образуването на тропическия циклон територията на Азорските острови е подложена на незначителни валежи и силен вятър, достигащ до 71 км/ч по данни на метеорологичния център в град Понта Делгада. Във връзка с относително бързата скорост на движение на бурята, Грейс достига крайбрежието на Великобритания, не успявайки да увлече със себе си влажния въздух и влагата от океанската повърхност. В ирландския град Корк падат до 30 мм валежи, постоянната скорост на вятъра е 31 км/ч. На брега на Уелс е фиксирана постоянна скорост на вятъра от 66 км/ч, което съответства на минимална стойност за тропическа буря по скалата за класификация на ураганите на Сафир-Симпсъна. Към края на 6 октомври остатъците от бурята преминават над централната част на Уелс, предизвиквайки серия от проливни дъждове и силни ветрове в този район. Максимални валежи във Великобритания са регистрирани в град Кейпел Кериг, достигайки 49 мм.
Циклонът Грейс набира силата на тропическа буря, достигайки до 41-вия паралел северна ширина. В цялата документирана история на атлантическите урагани по на север от Грейс се формира само един циклон – тропическата буря Алберто, преминала в сезона на ураганите през 1988 г.. Грейс също е най-далечната (в посока северозапад на Атлантическия океан) буря по мястото на нейното образуване, изпреварвайки по този критерий ураганът Винс, връхлетял в сезона на атлантическите урагани през 2005 г.. След проведения синоптичен анализ от Националния център по прогнозиране на ураганите на САЩ, се установява, че тропическата буря Грейс е възникнала с 12 часа по-рано, на 38,5 градуса северна ширина.